# Babosdöbréte
Babosdöbréte ist eine ungarische Gemeinde im Kreis Zalaegerszeg im Komitat Zala. Zur Gemeinde gehören die Ortsteile Kökényesmindszent und Rám.

## Geografische Lage
Babosdöbréte liegt sechs Kilometer südwestlich der Kreisstadt Zalaegerszeg an dem Fluss Pálosfai-patak.  Nachbargemeinden sind Teskánd im Norden und Nagylengyel im Süden.

## Geschichte
Im Jahr 1913 gab es in der damaligen Kleingemeinde 120 Häuser und 766 Einwohner auf einer Fläche von 2524 Katastraljochen. Sie gehörte zu dieser Zeit zum Bezirk Zalaegerszeg im Komitat Zala.

## Sehenswürdigkeiten
- Kruzifix, erschaffen 1915 von Ignác Wapper
- Römisch-katholische Kirche Jézus Szíve és Szent Imre, erbaut 1933–1934
  - Das Altarbild der Kirche stammt von Ágnes Szabó
- Römisch-katholische Kapelle Jézus Szíve, im Ortsteil Rám
- Weltkriegsdenkmal

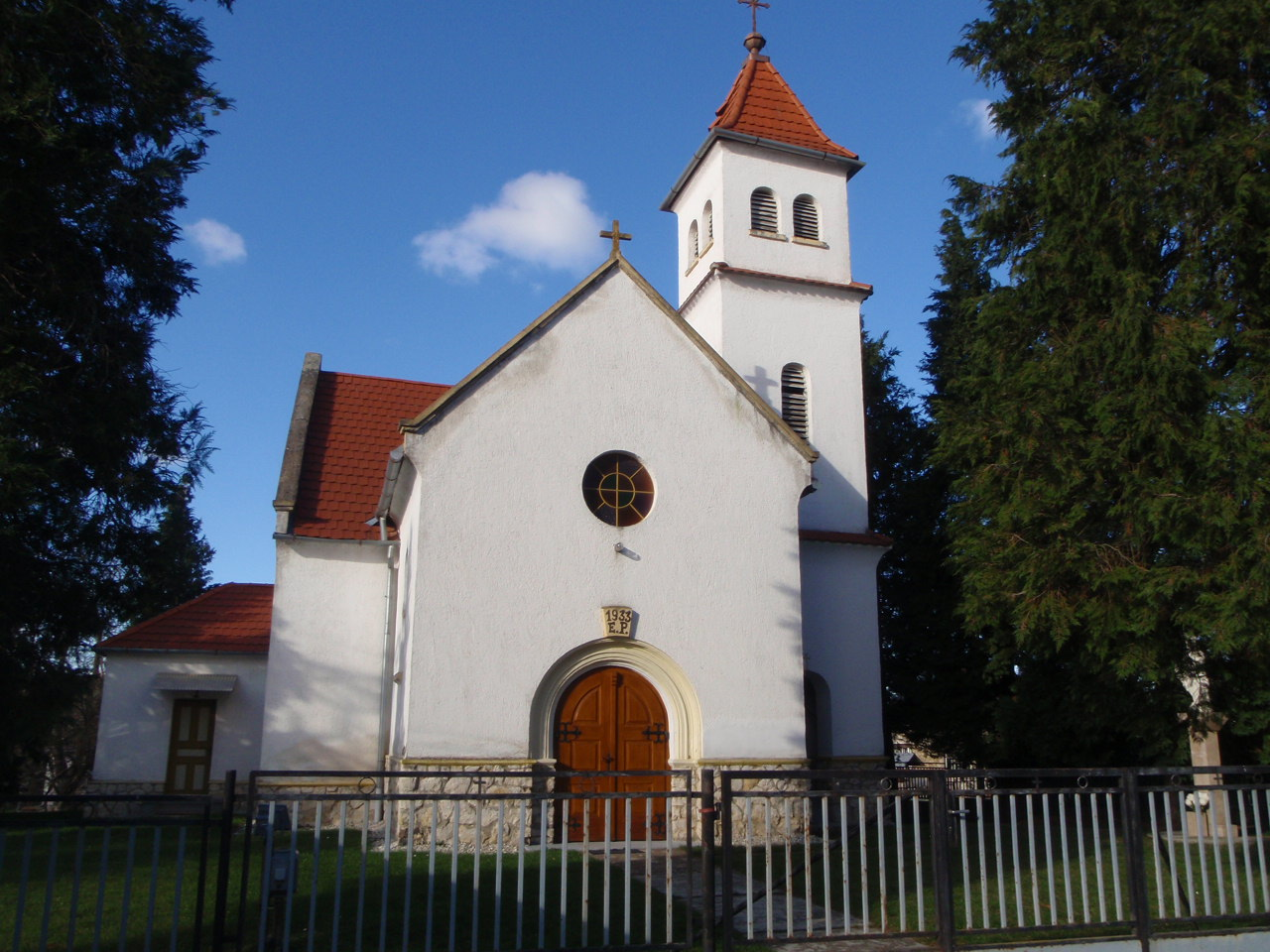
Römisch-katholische Kirche Jézus Szíve és Szent Imre
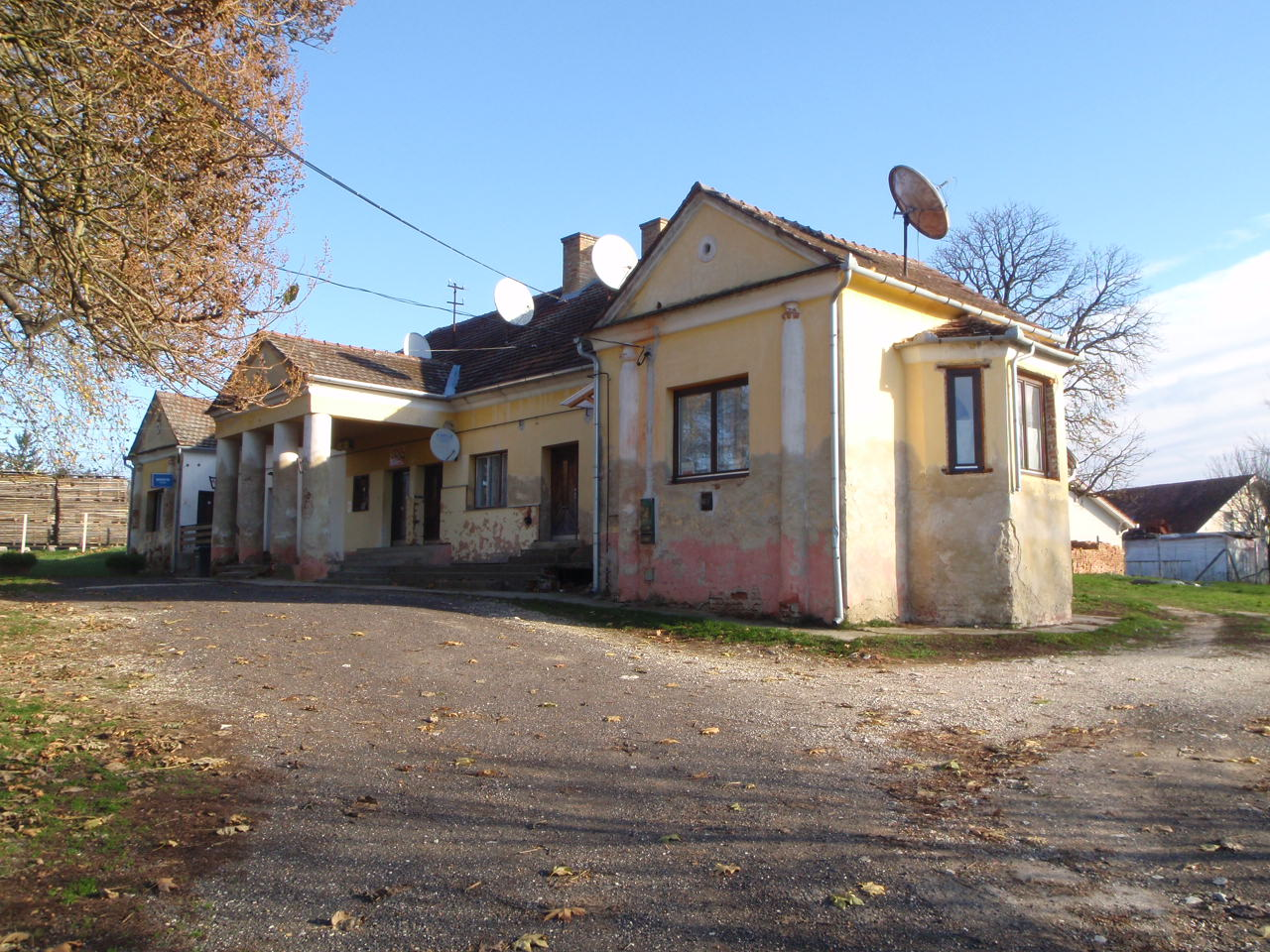
Ehemaliges Gutsschloss (uradalmi kastély)

## Verkehr
Durch Babosdöbréte verläuft die Nebenstraße Nr. 74146, westlich des Ortes die Landstraße Nr. 7404. Es bestehen Busverbindungen über Teskánd nach Zalaegerszeg, wo sich der nächstgelegene Bahnhof befindet.